# レインボーシックス
『レインボーシックス』 (Rainbow Six) は、トム・クランシーの小説。1998年刊行。ジャック・ライアン・シリーズの作品の一つ。派生作品のビデオゲームについてはレインボーシックスシリーズを参照。ゲームシリーズの世界設定、主要人物設定の基礎となっている。

## あらすじ
ジョン・クラークの提言にもとづき、イギリス・アメリカとNATO諸国（隊員の描写があるのはフランスとドイツ）、イスラエル（技術担当者のみ）から武器・装備・爆破などのエキスパートが招集され、極秘裏に全世界に展開可能な多国籍特殊部隊「レインボー」が設立される。しばらくして、潜伏していたテロリストによるテロ事件がヨーロッパ各国で続発する。レインボーが解決のために飛び回る裏で、過激な環境テロリストは生物兵器を使って人類の大半を死滅させ、自然破壊を防ぐという恐るべき計画を実施しようとしていた。

## 登場作品
レインボーが登場する作品。
- レインボー・シックス（Rainbow Six, 1998）
- 大戦勃発（The Bear and the Dragon, 2000）
- ライアンの代価 (Locked On, 2011)

## 登場人物
レインボー
- ジョン・クラーク - レインボーの指揮官で准将待遇。元Navy SEALsの下士官。本名はジョン・テレンス・ケリー。『クレムリンの枢機卿』からの、小説ジャック・ライアンシリーズの登場人物。
- アリステア・スタンリー - レインボー副官。元SAS。
- ピーター・コヴィントン - 少佐、レインボー・チーム1隊長。元SAS。
- ドミンゴ・シャベス - レインボー隊員。『いま、そこにある危機』からの、小説ジャック・ライアンシリーズの登場人物。クラークの娘婿。
- フリオ・ヴェガ - レインボー・チーム2隊員。『いま、そこにある危機』でシャべスとチームナイフに所属。レインボーに志願した。
- ハンク・パターソン - レインボー・チーム2隊員。元デルタフォース。

敵対勢力
- ジョン・ブライトリング - ヘンリクセンと共に生物兵器テロを画策する。ホライゾン・コーポレーションCEO。
- ウィリアム・ヘンリクセン - ブライトリングと共に生物兵器テロを画策する。元FBIの人質救出チーム。

## 書誌情報
トム・クランシー『レインボー・シックス』新潮社〈新潮文庫〉全4冊
1. レインボー・シックス〈1〉1999年11月30日発売、ISBN 4102472126、ISBN 978-4102472125[2]
2. レインボー・シックス〈2〉1999年11月30日発売、ISBN 4102472134、ISBN 978-4102472132[3]
3. レインボー・シックス〈3〉1999年12月27日発売、ISBN 4102472142、ISBN 978-4102472149[4]
4. レインボー・シックス〈4〉1999年12月27日発売、ISBN 4102472150、ISBN 978-4102472156[5]